# Stanislao Lepri
Stanislao Lepri (ur. 1905 r. w Rzymie, zm. 1980 r. w Paryżu) – włoski malarz surrealista.

## Życiorys
Urodził się w 1905 r. w Rzymie. Pochodził z konserwatywnego, arystokratycznego domu należącego do kręgu tzw. czarnej szlachty, lojalnie oddanej papieżowi. Zgodnie z rodzinną tradycją rozpoczął karierę dyplomatyczną, obejmując urząd konsula w Monako i Belgii. W 1942 r. poznał włosko-argentyńską malarkę Leonor Fini, która zachęciła go do rozwijania pasji malarskiej. Podczas II wojny światowej oboje mieszkali razem w Rzymie, a po jej zakończeniu przenieśli się do Paryża. Po wojnie Lepri porzucił ostatecznie zobowiązania polityczne i stał się pełnoetatowym malarzem. W 1952 r., po tym jak Fini poznała polskiego literata Konstantego Jeleńskiego, wszyscy troje zamieszkali razem. Lepri, Fini i Jeleński pozostali w związku do końca życia. 
W swojej twórczości tworzył metafizyczne i magiczne obrazy wypełnione melancholijną egzotyką, demonicznymi mocami i onirycznymi postaciami, m.in. różnymi rodzajami hybrydowych stworzeń i przewracających się wież. Jego obrazy mówią o emocjach, wewnętrznych lękach, pragnieniach i cierpieniu z ostrą ironią, ale i rozpaczą. Podobnie jak wielu surrealistów, pokazywał, że pewniki i dogmaty przeszłości straciły swoją ważność i uniwersalność, a człowiek został sam wobec siły losu. Wystawiał swoje prace w całej Europie, Nowym Jorku i Kairze. Jego prace znajdują się w kolekcjach Musée d'Art Moderne de la Ville de Paris, Galleria Nazionale d'Arte Moderna w Rzymie, Muzeum Sztuki w Łodzi, MoMA w Nowym Jorku. Oprócz tego pracował również jako scenograf teatralny i ilustrator.
Zmarł w 1980 r. w Paryżu. Pochowani są we troje na cmentarzu w Saint-Dyé-Sur-Loire. 